# Jef Wolfs
Joseph Louis Antoine (Jef) Wolfs (Eijsden, 24 januari 1910 – 25 juni 1982) was een Nederlands burgemeester.
Hij was eerst werkzaam in het bedrijfsleven en ging in 1937 werken bij de gemeentesecretarie van Eijsden. Twee jaar later werd hij daar eerste ambtenaar en vanaf eind 1942 was hij in Eijsden ook gemeente-ontvanger. In augustus 1952 werd Wolfs burgemeester van Noorbeek. Aansluitend was hij van 1960 tot zijn pensionering in 1975 burgemeester van Klimmen. Midden 1982 overleed Wolfs op 72-jarige leeftijd.